# Topoľčany
Topoľčany (Duits: Groß-Topoltschan) is een Slowaakse gemeente in de regio Nitra, en maakt deel uit van het district Topoľčany. Topoľčany telt 28.945 inwoners.

## Galerij

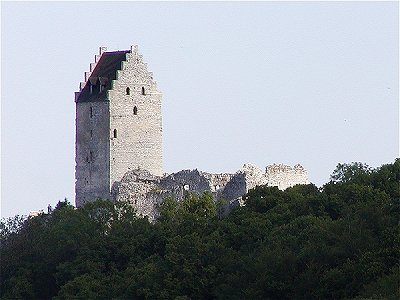
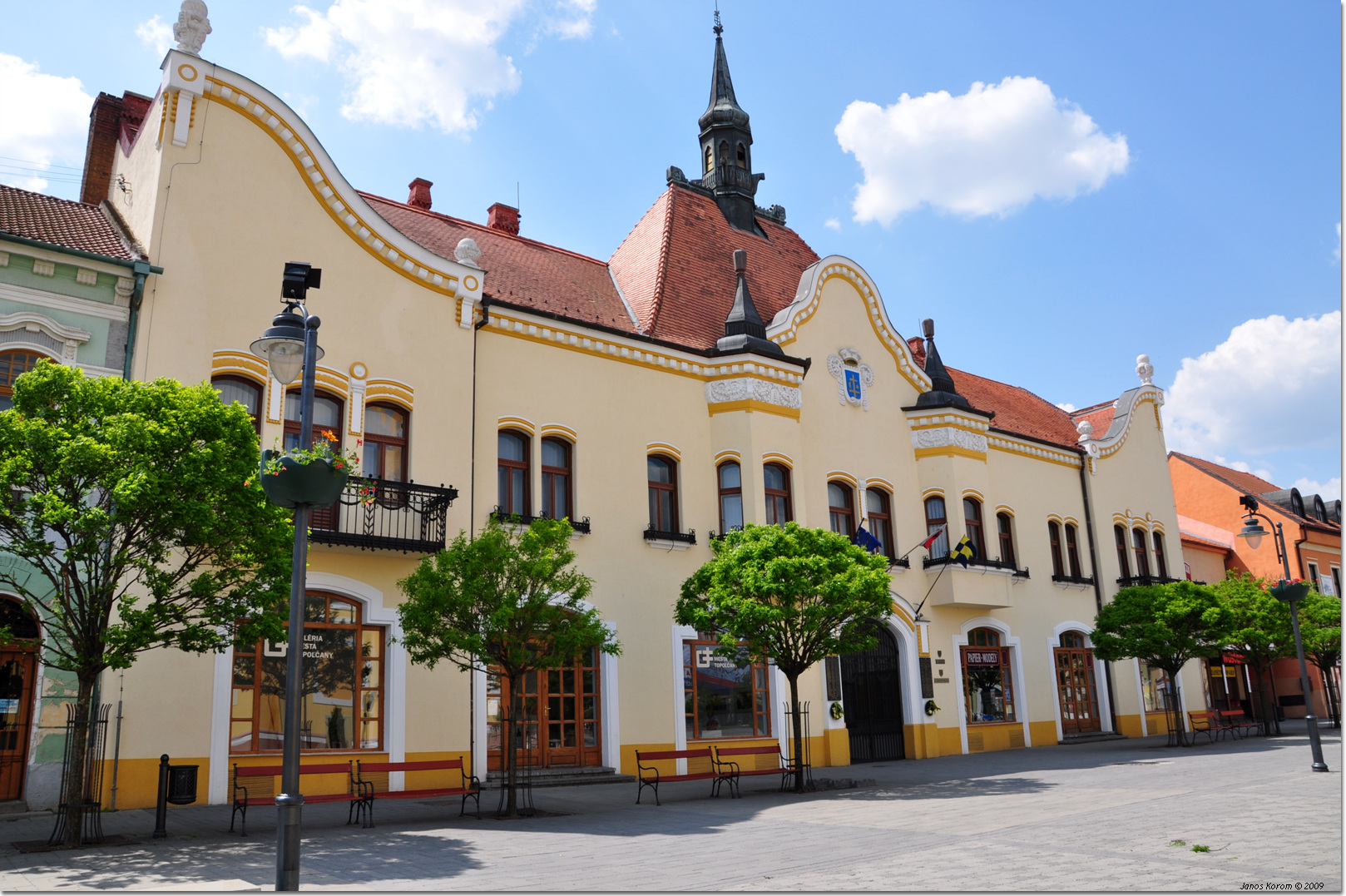
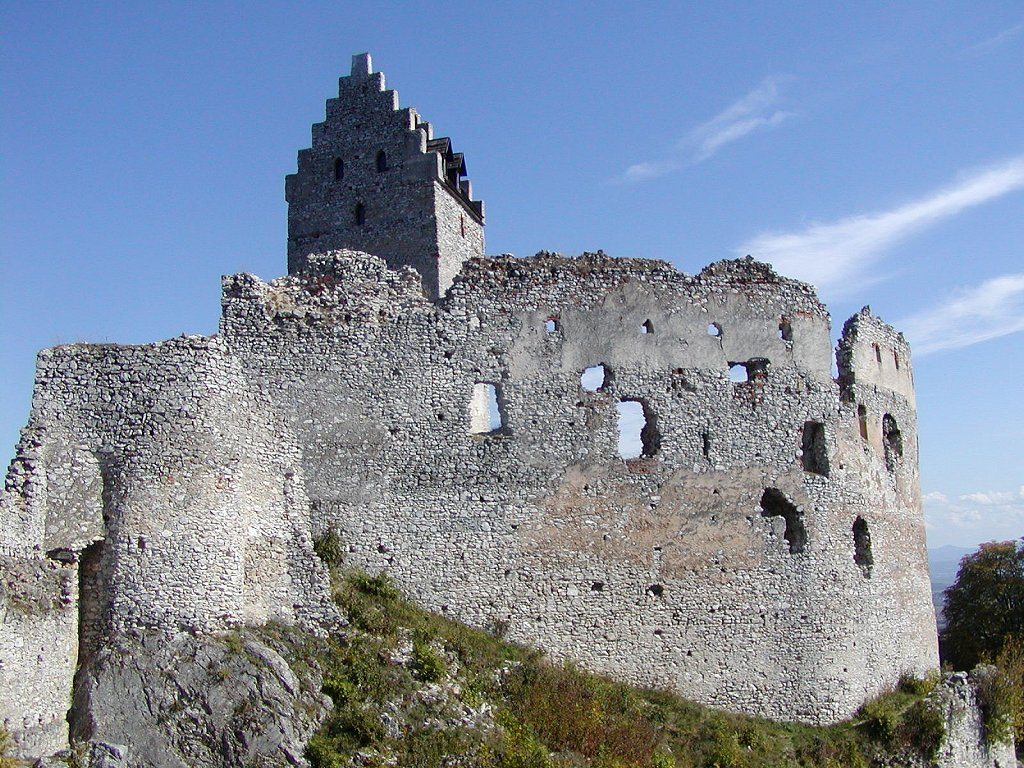
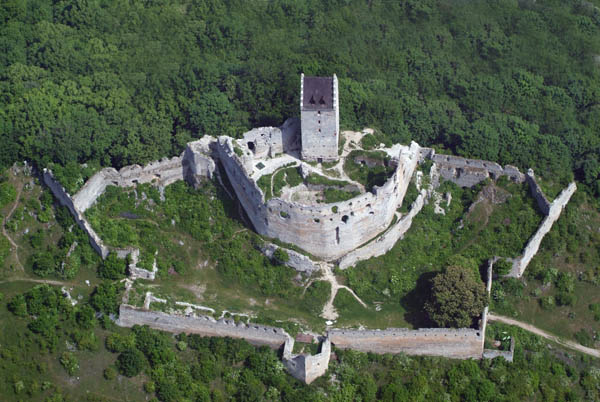
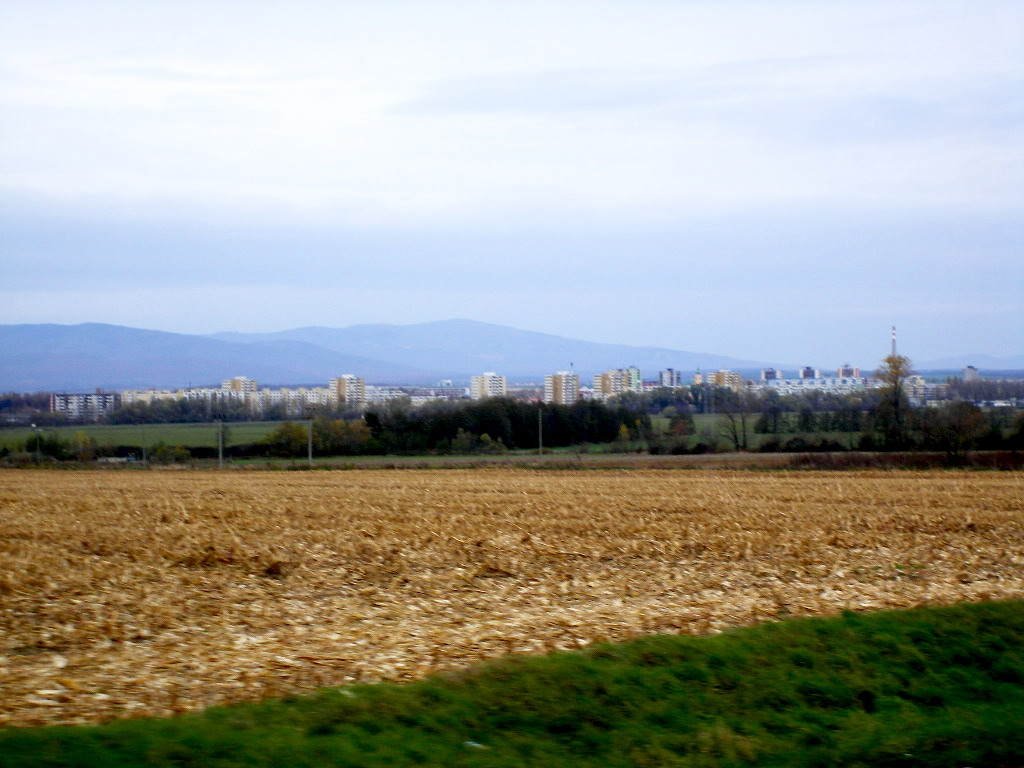
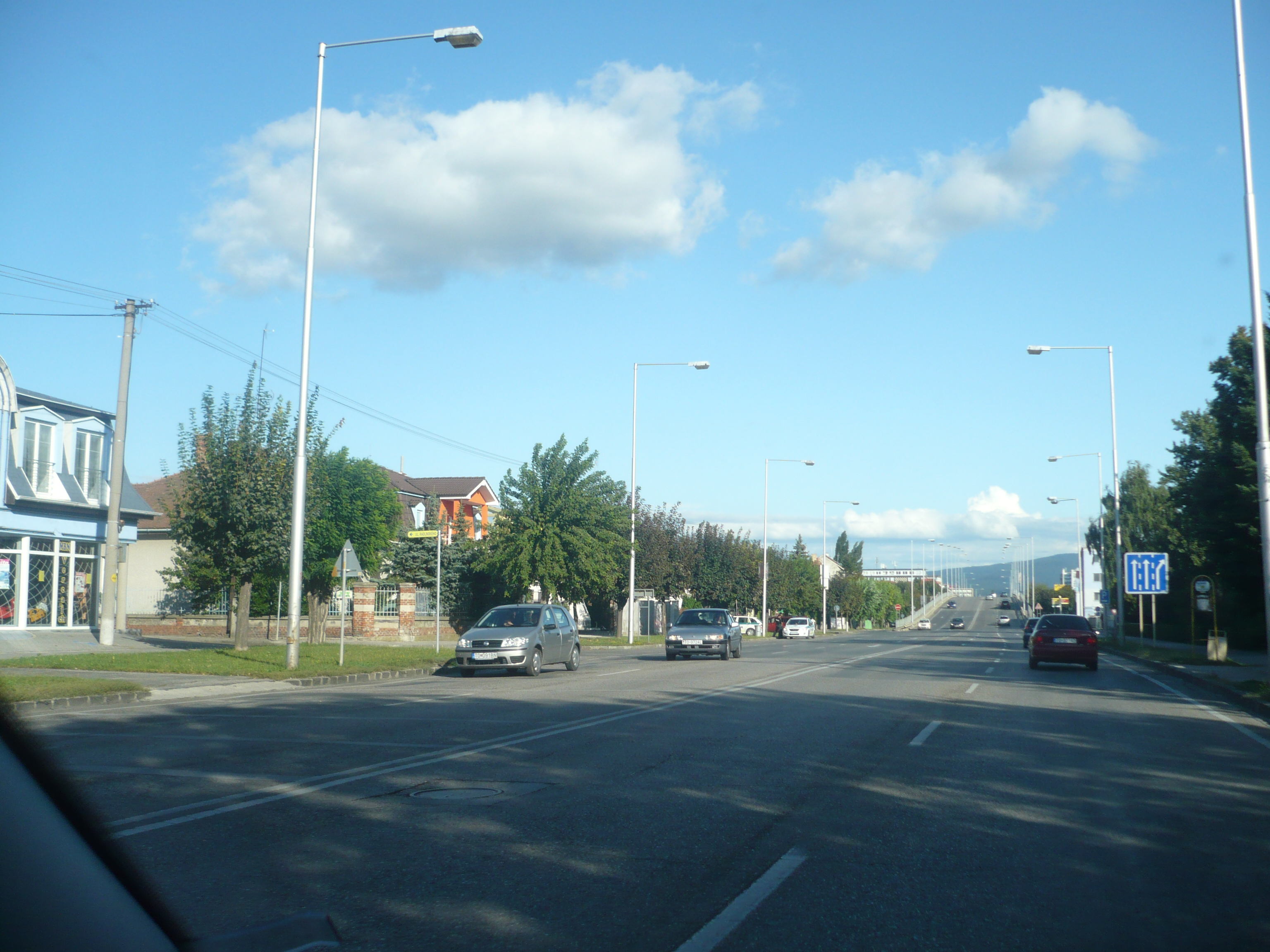

## Geboren
- Robert Fico (1964), politicus